# Āgāh-e Soflá
Āgāh-e Soflá (persiska: آگاهِ سُفلَى, آگاه سفلى) är en ort i Iran.   Den ligger i provinsen Kermanshah, i den nordvästra delen av landet, 400 km väster om huvudstaden Teheran. Āgāh-e Soflá ligger 1 637 meter över havet och antalet invånare är 106.
Terrängen runt Āgāh-e Soflá är huvudsakligen lite kuperad. Āgāh-e Soflá ligger nere i en dal.Runt Āgāh-e Soflá är det ganska tätbefolkat, med 72 invånare per kvadratkilometer. Närmaste större samhälle är Sūrenābād, 13,3 km öster om Āgāh-e Soflá. Trakten runt Āgāh-e Soflá består i huvudsak av gräsmarker.